# Lista över fornlämningar i Nordmalings kommun
Lista över fornlämningar i Nordmalings kommun är en förteckning av ett urval av de fornlämningar som finns i Nordmalings kommun.

## Nordmaling
| Namn                       | Lämningstyp                      | Tillkomsttid | Historisk indelning      | Plats | Läge                 | ID-nr          | Bild                                 |
| -------------------------- | -------------------------------- | ------------ | ------------------------ | ----- | -------------------- | -------------- | ------------------------------------ |
| Nordmaling 4:1             | Stensättning                     |              | Nordmaling, Ångermanland |       | 63.533076, 19.675623 | 10014600040001 | Ladda upp en bild av detta fornminne |
| Nordmaling 5:1             | Röse                             |              | Nordmaling, Ångermanland |       | 63.504239, 19.702184 | 10014600050001 | Ladda upp en bild av detta fornminne |
| Nordmaling 7:1             | Röse                             |              | Nordmaling, Ångermanland |       | 63.464463, 19.700197 | 10014600070001 | Ladda upp en bild av detta fornminne |
| Nordmaling 8:1             | Stensättning                     |              | Nordmaling, Ångermanland |       | 63.467678, 19.700885 | 10014600080001 | Ladda upp en bild av detta fornminne |
| Nordmaling 9:1             | Röse                             |              | Nordmaling, Ångermanland |       | 63.447587, 19.693319 | 10014600090001 | Ladda upp en bild av detta fornminne |
| Nordmaling 9:2             | Fiskeläge                        |              | Nordmaling, Ångermanland |       | 63.447417, 19.693232 | 10014600090002 | Ladda upp en bild av detta fornminne |
| Nordmaling 10:1            | Röse                             |              | Nordmaling, Ångermanland |       | 63.446118, 19.679717 | 10014600100001 | Ladda upp en bild av detta fornminne |
| Nordmaling 10:2            | Röse                             |              | Nordmaling, Ångermanland |       | 63.446221, 19.679746 | 10014600100002 | Ladda upp en bild av detta fornminne |
| Nordmaling 11:1            | Stensättning                     |              | Nordmaling, Ångermanland |       | 63.433970, 19.656217 | 10014600110001 | Ladda upp en bild av detta fornminne |
| Nordmaling 13:1            | Röse                             |              | Nordmaling, Ångermanland |       | 63.513729, 19.678487 | 10014600130001 | Ladda upp en bild av detta fornminne |
| Nordmaling 13:2            | Stensättning                     |              | Nordmaling, Ångermanland |       | 63.513545, 19.678309 | 10014600130002 | Ladda upp en bild av detta fornminne |
| Nordmaling 14:1            | Röse                             |              | Nordmaling, Ångermanland |       | 63.500047, 19.600565 | 10014600140001 | Ladda upp en bild av detta fornminne |
| Nordmaling 15:1            | Stensättning                     |              | Nordmaling, Ångermanland |       | 63.591517, 19.494569 | 10014600150001 | Ladda upp en bild av detta fornminne |
| Nordmaling 21:1            | Röse                             |              | Nordmaling, Ångermanland |       | 63.548709, 19.571541 | 10014600210001 | Ladda upp en bild av detta fornminne |
| Nordmaling 22:1            | Röse                             |              | Nordmaling, Ångermanland |       | 63.546532, 19.566404 | 10014600220001 | Ladda upp en bild av detta fornminne |
| Nordmaling 22:2            | Stensättning                     |              | Nordmaling, Ångermanland |       | 63.546773, 19.566588 | 10014600220002 | Ladda upp en bild av detta fornminne |
| Nordmaling 22:5            | Stensättning                     |              | Nordmaling, Ångermanland |       | 63.546935, 19.567254 | 10014600220005 | Ladda upp en bild av detta fornminne |
| Nordmaling 23:1            | Röse                             |              | Nordmaling, Ångermanland |       | 63.545917, 19.565739 | 10014600230001 | Ladda upp en bild av detta fornminne |
| Nordmaling 23:2            | Stensättning                     |              | Nordmaling, Ångermanland |       | 63.545897, 19.565219 | 10014600230002 | Ladda upp en bild av detta fornminne |
| Nordmaling 23:3            | Röse                             |              | Nordmaling, Ångermanland |       | 63.545967, 19.564969 | 10014600230003 | Ladda upp en bild av detta fornminne |
| Nordmaling 24:1            | Röse                             |              | Nordmaling, Ångermanland |       | 63.560483, 19.540217 | 10014600240001 | Ladda upp en bild av detta fornminne |
| Nordmaling 42:1            | Gravfält                         |              | Nordmaling, Ångermanland |       | 63.716224, 19.584349 | 10014600420001 | Ladda upp en bild av detta fornminne |
| Nordmaling 51:1            | Röse                             |              | Nordmaling, Ångermanland |       | 63.468096, 19.306895 | 10014600510001 | Ladda upp en bild av detta fornminne |
| Nordmaling 51:2            | Stensättning                     |              | Nordmaling, Ångermanland |       | 63.468202, 19.306950 | 10014600510002 | Ladda upp en bild av detta fornminne |
| Nordmaling 51:3            | Stensättning                     |              | Nordmaling, Ångermanland |       | 63.468321, 19.307029 | 10014600510003 | Ladda upp en bild av detta fornminne |
| Nordmaling 51:4            | Röse                             |              | Nordmaling, Ångermanland |       | 63.467927, 19.306830 | 10014600510004 | Ladda upp en bild av detta fornminne |
| Nordmaling 52:1            | Stensättning                     |              | Nordmaling, Ångermanland |       | 63.496827, 19.313952 | 10014600520001 | Ladda upp en bild av detta fornminne |
| Nordmaling 53:1            | Röse                             |              | Nordmaling, Ångermanland |       | 63.498881, 19.314897 | 10014600530001 | Ladda upp en bild av detta fornminne |
| Nordmaling 60:1            | Röse                             |              | Nordmaling, Ångermanland |       | 63.550018, 19.368846 | 10014600600001 | Ladda upp en bild av detta fornminne |
| Nordmaling 65:1            | Röse                             |              | Nordmaling, Ångermanland |       | 63.414951, 19.496227 | 10014600650001 | Ladda upp en bild av detta fornminne |
| Nordmaling 65:2            | Stensättning                     |              | Nordmaling, Ångermanland |       | 63.414853, 19.496643 | 10014600650002 | Ladda upp en bild av detta fornminne |
| Nordmaling 65:3            | Röse                             |              | Nordmaling, Ångermanland |       | 63.414937, 19.496665 | 10014600650003 | Ladda upp en bild av detta fornminne |
| Nordmaling 68:1            | Fiskeläge                        |              | Nordmaling, Ångermanland |       | 63.425185, 19.527885 | 10014600680001 | Ladda upp en bild av detta fornminne |
| Nordmaling 157:1           | Fiskeläge                        |              | Nordmaling, Ångermanland |       | 63.446637, 19.694289 | 10014601570001 | Ladda upp en bild av detta fornminne |
| Nordmaling 177:2           | Röse                             |              | Nordmaling, Ångermanland |       | 63.469196, 19.749909 | 10014601770002 | Ladda upp en bild av detta fornminne |
| Rösåsen (Nordmaling 178:1) | Röse                             |              | Nordmaling, Ångermanland |       | 63.584475, 19.752213 | 10014601780001 | Ladda upp en bild av detta fornminne |
| Rösåsen (Nordmaling 178:2) | Röse                             |              | Nordmaling, Ångermanland |       | 63.583956, 19.752386 | 10014601780002 | Ladda upp en bild av detta fornminne |
| Nordmaling 297:1           | Stensättning                     |              | Nordmaling, Ångermanland |       | 63.830737, 19.068994 | 10014602970001 | Ladda upp en bild av detta fornminne |
| Nordmaling 332:1           | Hällristning                     |              | Nordmaling, Ångermanland |       | 63.696558, 19.599280 | 10014603320001 | Ladda upp en bild av detta fornminne |
| Nordmaling 509:1           | Stensättning                     |              | Nordmaling, Ångermanland |       | 63.477912, 19.289787 | 10014605090001 | Ladda upp en bild av detta fornminne |
| Nordmaling 512:1           | Gravfält                         |              | Nordmaling, Ångermanland |       | 63.581432, 19.630325 | 10014605120001 | Ladda upp en bild av detta fornminne |
| Nordmaling 618:1           | Stensättning                     |              | Nordmaling, Ångermanland |       | 63.434469, 19.661215 | 10014606180001 | Ladda upp en bild av detta fornminne |
| Nordmaling 622:2           | Stensättning                     |              | Nordmaling, Ångermanland |       | 63.460631, 19.661258 | 10014606220002 | Ladda upp en bild av detta fornminne |
| Nordmaling 622:3           | Stensättning                     |              | Nordmaling, Ångermanland |       | 63.460464, 19.661205 | 10014606220003 | Ladda upp en bild av detta fornminne |
| Nordmaling 638:1           | Röse                             |              | Nordmaling, Ångermanland |       | 63.457750, 19.671756 | 10014606380001 | Ladda upp en bild av detta fornminne |
| Nordmaling 650:1           | Röse                             |              | Nordmaling, Ångermanland |       | 63.463683, 19.697141 | 10014606500001 | Ladda upp en bild av detta fornminne |
| Nordmaling 671:1           | Ristning, medeltid/historisk tid |              | Nordmaling, Ångermanland |       | 63.436105, 19.673731 | 10014606710001 | Ladda upp en bild av detta fornminne |
| Nordmaling 683             | Stensättning                     |              | Nordmaling, Ångermanland |       | 63.599423, 19.500597 | 12000000022845 | Ladda upp en bild av detta fornminne |
| Nordmaling 716             | Stensättning                     |              | Nordmaling, Ångermanland |       | 63.615054, 19.256956 | 12000000023143 | Ladda upp en bild av detta fornminne |